# 碟果虫实
碟果虫实（学名：Corispermum patelliforme）是苋科虫实属的植物。分布在蒙古以及中国大陆的宁夏、内蒙古、青海、甘肃等地，生长于海拔1,250米至3,000米的地区，一般生于荒漠地区的流动或半流动沙丘上，目前尚未由人工引种栽培。

## 异名
- Corispermum patelliforme Iljin var. pelviforme H. C. Fu et Z. Y. Chu